# Molkenberg (Mömbris)
Molkenberg (im lokalen Dialekt: Molgebäich) ist ein Gemeindeteil des Marktes Mömbris im unterfränkischen Landkreis Aschaffenburg in Bayern.

## Geographie
Das Dorf Molkenberg liegt im Kahlgrund zwischen Angelsberg und Kleinhemsbach am Rande des Spessarts, an den Ausläufern des Hahnenkammhöhenzuges auf 340 m ü. NHN. Südlich befindet sich das Dorf Gunzenbach. Der Ort hatte Anfang 2022 67 Einwohner und ist damit der zweitkleinste Gemeindeteil der Marktgemeinde.

## Geschichte

### Mittelalter
Im Mittelalter gehörte Molkenberg zum Gericht Mömbris, das wiederum Teil des Freigerichts Alzenau war. Das Freigericht war zwar reichsunmittelbar, aber das Reich verpfändete oder vergab das Gebiet immer wieder. So wechselten die Landesherren, zu denen die Herren und späteren Grafen von Hanau, die Herren von Randenburg und die Herren von Eppstein zählten.

### Neuzeit
Im Jahr 1500 belehnte der römisch-deutsche König Maximilian I. den Erzbischof von Mainz und den Grafen von Hanau-Münzenberg gemeinsamen mit dem Freigericht, das sie nun als Kondominat verwalteten. Da im Freigericht auch zur Zeit des Kondominats die kirchliche Jurisdiktion bei den Erzbischöfen von Mainz verblieb, konnte sich die Reformation – im Gegensatz zur Grafschaft Hanau-Münzenberg – hier nicht durchsetzen. Molkenberg blieb römisch-katholisch.
Mit Graf Johann Reinhard III. starb 1736 der letzte männlicher Vertreter des Hauses Hanau. Erbe des hanau-münzenberger Landesteils war aufgrund eines Vertrages der Landgraf von Hessen-Kassel. Ob sich sein Erbe auch auf den Hanauer Anteil an dem Kondominat erstreckte, war in den folgenden Jahren zwischen Kurmainz und Hessen-Kassel heftig umstritten. Der Streit endete in einem Kompromiss, dem „Partifikationsrezess“ von 1740, der eine Realteilung des Kondominats vorsah. Es dauerte allerdings bis 1748, bis der Vertrag umgesetzt war. Molkenberg fiel dadurch Kurmainz zu.
Der Reichsdeputationshauptschluss des Jahres 1803 schlug Molkenberg der Landgrafschaft Hessen-Darmstadt zu, die es aber nur 13 Jahre behielt. Im Jahr 1816 trat das nunmehrige Großherzogtum Hessen das Amt an das Königreich Bayern ab. Seitdem ist Molkenberg bayrisch. 1818 wurde es ein Ortsteil von Mömbris.
Am 1. Juli 1862 wurde das Bezirksamt Alzenau gebildet, auf dessen Verwaltungsgebiet Molkenberg lag. 1939 wurde wie überall im Deutschen Reich die Bezeichnung Landkreis eingeführt. Molkenberg gehörte nun zum Landkreis Alzenau in Unterfranken (Kfz-Kennzeichen ALZ). Mit Auflösung des Landkreises Alzenau im Jahre 1972 kam Molkenberg in den neu gebildeten Landkreis Aschaffenburg (Kfz-Kennzeichen AB).

## Wissenswert
- Am Ortseingang befindet sich eine Mariengrotte.